# Lygephila lusoria
Lygephila lusoria — вид метеликів з родини еребід (Erebidae).

## Поширення
Вид поширений в Південній Європі, на Близькому та Середньому Сході, на Кавказі, в Туреччині та Ізраїлі.

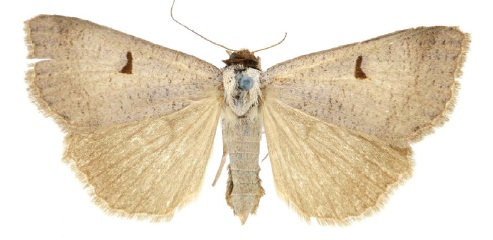
Самиця Lygephila lusoria glycyrrhizae

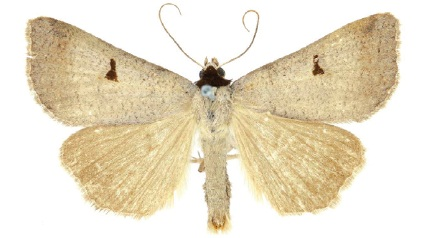
Самець Lygephila lusoria glycyrrhizae

## Спосіб життя
Є два покоління на рік залежно від місця розташування. Дорослі особини розлітаються з травня по вересень. Личинки живляться видами Vicia та Astragalus.

## Підвиди
- Lygephila lusoria lusoria
- Lygephila lusoria glycyrrhizae (Rambur, 1866) (Іспанія)

Lygephila amasina та Lygephila subpicata раніше вважалися підвидами Lygephila lusoria.